# Joseph Marie Jacquard
Joseph Marie Jacquard (Lió, 7 de juliol de 1752 - Oullins, 7 d'agost de 1834). Va ser un inventor francès conegut per automatitzar, mitjançant l'ús de targetes perforades, l'anomenat teler de Jacquard.

## Biografia
Convindria aclarir que el cognom de la família Jacquard realment era Charles. Això es deu al fet que dues generacions anteriors, diverses branques de la mateixa família convivien en un mateix barri situat al nord de Lió, al voltant del riu Saona, anomenat Couzon-au-Mont d'Or. Per distingir les diverses branques, la comunitat els va donar sobrenoms; la branca de Joseph es deia Jacquard Charles. Així doncs, l'avi de Joseph era Bartholomew Charles [anomenat] Jacquard.
Joseph Marie Charles Anomenat Jacquard va néixer a Lió, França, el 7 de juliol de 1752, en una família de tradicions catòliques i conservadores. Va ser un dels nou fills de Jean Charles Jacquard, un mestre teixidor de Lió, i la seva esposa, Antoinette Rive. No obstant això, només Joseph i la seva germana Clémence (nascuda el 7 de novembre de 1747) van sobreviure fins a l'edat adulta. Tot i que el seu pare era un home de propietats, Josep no va rebre cap educació formal i va romandre analfabet fins als 13 anys, moment en què el seu cunyat, Jean-Marie Barret, que dirigia un negoci d'impressió i venda de llibres, el va educar acadèmicament i el va introduir a les societats científiques. Barret també va introduir Joseph a societats erudites i erudits. Inicialment, Josep va ajudar el seu pare a fer servir el teler, però la feina va resultar massa àrdua, així que Jacquard va ser col·locat primer amb un enquadernador i després amb un fabricant de tipus d'impressor.
La seva mare va morir el 1762, i quan el seu pare va morir el 1772, Joseph va heretar la casa, els telers i el taller del seu pare, així com una vinya i una pedrera a Couzon-au-Mont d'Or. Josep va fer llavors una imcursió en el sector immobiliari. El 1778, va enumerar les seves ocupacions com a mestre teixidor i comerciant de seda. L'ocupació de Jacquard en aquest moment és problemàtica perquè el 1780 la majoria dels teixidors de seda no treballaven de manera independent; en canvi, treballaven per sous de comerciants de seda, i Jacquard no estava registrat com a comerciant de seda a Lió.
Hi ha certa confusió sobre la història de l'obra primerenca de Jacquard. L'economista britànic Sir John Bowring es va reunir amb Jacquard, que li va dir a Bowring que en un moment donat havia estat fabricant de barrets de palla. Eymard afirmava que abans d'involucrar-se en el teixit de seda, Jacquard havia estat fonedor (fabricant de tipus d'impressor), soldat, blanquisseur de barrets de palla i cremador de calç (fabricant de calç per a morter). Barlow afirma que abans de casar-se, Jacquard havia treballat per a un enquadernador, un fonedor de tipografies i un fabricant de coberts. Després de casar-se, Jacquard va provar la fabricació de coberts, la foneria tipogràfica i el teixit. Tanmateix, Barlow no cita cap font per a aquesta informació.
El 26 de juliol de 1778 es va casar amb una vídua de classe mitjana de Lió, Claudine Boichon, la qual disposava de nombroses propietats. Tanmateix, Josep aviat va caure molt endeutat i va ser portat a judici. Barlow afirma que després de la mort del pare de Jacquard, Jacquard va iniciar un negoci de teixits de figures, però va fracassar i va perdre tota la seva riquesa. Tanmateix, Barlow no cita cap font que doni suport a la seva afirmació. Per liquidar els seus deutes, es va veure obligat a vendre la seva herència i a apropiar-se del dot de la seva esposa. Afortunadament, la seva dona va conservar una casa a Oullins (al sud de Lió, al llarg del riu Roine), on van residir tots dos. El 19 d'abril de 1779, la parella va tenir el seu únic fill, Jean Marie.
Es coneix que després de la supressió de la rebel·lió de Lió en 1793, Jacquard i el seu fill van escapar de la ciutat unint-se a l'exèrcit revolucionari i van lluitar junts en la campanya del Rin de 1795, servint en el batalló de Rhone-i-Loire a General Jean Charles Pichegru. El fill de Jacquard va ser mort fora de Heidelberg. Charles Ballot va declarar que després que la rebel·lió de Lió el 1793 fos sufocada, Joseph i el seu fill van escapar de la ciutat unint-se a l'exèrcit revolucionari. Van lluitar junts a la campanya del Rin de 1795, servint al batalló de Roine-i-Loira sota el comandament del general Jean Charles Pichegru. El fill de Josep va ser assassinat als afores de Heidelberg. No obstant això, Ballot va repetir rumors i va ser un historiador descuidat. Per exemple, va afirmar que l'esposa de Jacquard, Claudette Boichon, era filla d'Antoine-Hélon Boichon, un mestre espaser, mentre que Claudette era una vídua que s'havia casat amb un tal Sr. Boichon abans de casar-se amb Jacquard.
Cap al 1800, Joseph va començar a inventar uns quants dispositius. Va inventar un teler de pedal el 1800, un teler per teixir xarxes de pesca el 1803 i, a partir del 1804, el teler Jacquard. que teixia seda estampada automàticament. Tanmateix, aquests primers invents no van funcionar bé i, per tant, no van tenir èxit.
El 1801, Jacquard va exposar el seu invent a l’Exposition des produits de l'industrie française de París, on va rebre una medalla de bronze. El 1803 va ser cridat a París i adscrit al Conservatori d'Arts i Oficis. Un teler de Jacques de Vaucanson que hi havia exposat suggeria diverses millores pròpies, que va anar perfeccionant gradualment fins al seu estat final. El teler va ser declarat propietat pública el 1805, i Jacquard va ser recompensat amb una pensió i una regalia per cada màquina. Tot i que la seva invenció va ser ferotgement oposada pels teixidors de seda, que temien que la seva introducció, a causa de l'estalvi de mà d'obra, els privaria del seu mitjà de vida, els seus avantatges van assegurar la seva adopció general, i el 1812 hi havia 11.000 telers Jacquard en ús a França. Aquesta afirmació ha estat qüestionada: inicialment es van vendre pocs telers Jacquard a causa de problemes amb el mecanisme de la targeta perforada. Només després de 1815 —un cop Jean Antoine Breton va haver resolt els problemes amb el mecanisme de targetes perforades— van augmentar les vendes de telers.
Jacquard va morir en Oullins, el 7 d'agost de 1834. Sis anys després, se li va erigir una estàtua a Lió, en el lloc on va ser destruït el seu teler d'exhibició de 1801.

## Carrera professional
Hi ha certa confusió sobre els primers anys de treball de Joseph Marie. Inicialment, va treballar amb el seu pare operant en el telar, però va resultar ser un treball massa dur, i va ser enviat primer amb un enquadernador i després amb un fabricant de tipus d'impremta. L'economista britànic Sir John Bowring va conèixer a Jacquard, i per mitjà d'ell se sap que també es dedicava a la fabricació de barrets de palla, a més de treballar com a soldador.
El 1762 va morir la seva mare, i quan va succeir el mateix amb el seu pare, el 1772, Joseph va heretar la casa familiar, telers, tallers, una vinya i una cantera al seu barri d'origen. Va iniciar doncs un negoci de teixit de figures geomètriques, que va fracassar i el va fer perdre una gran suma de diners. A partir de 1778 va adoptar l'ofici de teixidor i comerciant de seda, però es va trobar amb el problema de què en aquella època els teixidors no treballaven de forma independent, sinó que estaven subordinats a un comerciant registrat en el mercat de la seda a Lió, condició que Jacquard no complia.
A partir del segle xix, Joseph va començar a inventar diversos dispositius com un teler del pedal el 1800, un teler per teixir xarxes de pesca al 1803, i ja al 1804 un que permetia teixir seda de forma automàtica. No obstant això, cap de les seves invencions va funcionar bé i, per tant, no van tenir gaire èxit.
Al 1801, Jacquard va exhibir la seva invenció en l'exposició industrial a París i, posteriorment, va ser adscrit al Conservatoire des que Arts et Métiers, on un teler de Jacques de Vaucanson li va suggerir diverses millores que va anar aplicant gradualment fins a millorar el resultat final. Tot i l'oposició dels teixidors de seda, que temien que la seva introducció els limités la seva feina a causa de l'estalvi de treball, els seus avantatges asseguraven la seva adopció general. Tanmateix, inicialment pocs telers Jacquard es van vendre, a causa de problemes amb el mecanisme de la targeta perforada. Només després de 1815 —un cop que Jean Antoine Breton havia resolt els problemes amb aquest mecanisme— van augmentar les vendes. El teler va ser declarat propietat pública a 1806, i Jacquard va ser recompensat econòmicament per cada màquina venuda.

## Teler automàtic

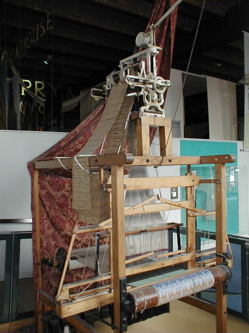
Teler Jacquard exposat al Museu de Ciència i Indústria de Manchester, Anglaterra

Joseph Jacquard va ser l'inventor d'un teler automàtic que va canviar la indústria tèxtil al segle XIX. Tot i això, Jacquard no és el primer que intenta aconseguir aquesta fita. Uns anys més abans, Basile Bouchon, va intentar construir el que seria el primer teler programable, a partir d'una mena de tires de cartó. Aquest teler programable va ser un dels primers processos d'emmagatzematge d'informació.
Uns anys més tard d'aquest invent, ja en la Revolució Industrial, Jacquard va reunir els instruments dissenyats per Basile Bounchon (1725), Jean-Baptiste Falcon (1728) i Jacques Vaucanson (1740) per tal d'inventar el seu teler automàtic el 1802 que, posteriorment, el va presentar en una exhibició industrial de Lió l'any 1805.
La diferència del teler de Jacquard amb els altres telers fets anteriorment era que el seu teler funcionava automàticament sota el control d'un dispositiu que estava controlat per targetes o fitxes de cartó perforades, tret que recorda al teler de Bouchon. Aquest sistema permetia el pas de les agulles que movien els fils, abans del pas de la llançadora. La seqüència de targetes formava un bucle tancat per permetre la repetició del dibuix. Fins i tot, el sistema permetia que els usuaris més inexperts poguessin elaborar dissenys complexos.
El telar en si no va ser el revolucionari, el que va ser el gran invent amb importància va ser el sistema de targetes perforadores, que permetien el moviment independent dels fils a través d'uns lligaments inserits en diferents zones del teixit. Cada targeta perforada corresponia a una línia del disseny, la suma de totes les targetes és el que formava el patró. Cada perforació estava connectada a un ganxo (anomenat Bolus) que es podia col·locar en dues posicions, a dalt o a baix. Així doncs, depenent de la posició del Bolus, la muntura feia que la trama es desplacés en una de les dues direccions. D'aquesta manera, la seqüència de pujades i baixades del fil creava un patró sobre el teixit amagat. Els ganxos es podien connectar amb més d'un fil, i així es podia repetir el patró més d'una vegada.
Amb aquest procés d'automatització, va revolucionar radicalment la indústria tèxtil. Amb ell, es podien fer molt més ràpid i a un cost més baix patrons que eren fins i tot més complexos que els que podien fer altres telers del moment. Alhora, el seu sistema va permetre que el treball de diversos homes el fes solament un. El seu invent va despertar molt d'interès en França. En el 1812 ja s'havien venut 11.000 unitats en el seu país i 1.000 més en la resta d'Europa.
Aquest sistema de targetes perforades és l'antecedent més important de la generació de “bancs de dades” amb llenguatge binari i un dels antecedents més antics de la computació. També, el mode del seu telar es va convertir en el paradigma de la primera màquina analítica o computacional, desenvolupada per Charles Babbage. Finalment, també es va utilitzar en múltiples equips i màquines, com els pianos mecànics, coneguts com a pianoles, i posteriorment en els ordinadors dels anys 40 a 60 com a suport per a l'entrada de dades i programes.